# Dysauxes quinquemacula
Dysauxes quinquemacula är en fjärilsart som beskrevs av Paul Mabille. Dysauxes quinquemacula ingår i släktet Dysauxes och familjen björnspinnare. Inga underarter finns listade i Catalogue of Life.